# Irun
Irun (šp. Ciudad de Irún) je grad u regiji Bidasoa u španjolskoj provinciji Gipuzkoa u Baskiji. 

## Zemljopisni smještaj
Nalazi se na granici s Francuskom unutar pokrajine Županije Bidasoalde u pokrajini Gipuskoa. Rijeka Bidasoa ga dijeli od grada Hendaye unutar Lapurdije, Francuska. Zajedno s hendayom i Hondarribijom tvori konurbaciju zaljeva Txingudi.

## Stanovništvo
Po popisu stanovništva iz 2005. godine ima 59.557 stanovnika.

## Povijest grada
Grad je osnovan 28. veljače 1776. i jedan je od većih gradova u Gipuskoi. Njegovo ime izvorno na baskijskom znači "utvrđeni grad".
Gaztelu Zahar (prevedno s baskijskog "Stari dvorac") bio je dvorac sagrađen u Irunu po nalogu kralja Ferdinanda Katoličkog.

## Vanjske poveznice
|  | Zajednički poslužitelj ima još gradiva o temi Irun |

- Službena stranica